# Amphiglossus spilostichus
Espèce
Statut de conservation UICN

 DD  : Données insuffisantes
Amphiglossus spilostichus est une espèce de sauriens de la famille des Scincidae.

## Répartition
Cette espèce est endémique du Nord-Est de Madagascar.

## Étymologie
Le nom spécifique spilostichus vient du grec spilos, le point, et de stichos, la bande, en référence aux lignes de points de ce saurien.

## Publication originale
- Andreone & Greer, 2002 : Malagasy scincid lizards: descriptions of nine new species, with notes on the morphology, reproduction and taxonomy of some previously described species (Reptilia, Squamata: Scincidae). Journal of Zoology (London), vol. 258, p. 139-181.